# Wienerbrød
Il wienerbrød o wienerbröd (letteralmente 'pane viennese' in danese e svedese) è una pasta dolce che rientra nella tradizione della viennoiserie. Il wienerbrød è nato nel ventesimo secolo da panettieri austriaci che hanno esportato in Danimarca tale specialità. I wienerbrød hanno forme e dimensioni diverse e sono tutti in pasta sfoglia burrosa, laminata e a più strati.

## Storia

### Origini
Il wienerbrød viene fatto risalire ai tempi dei vichinghi e diversi racconti tramandano la storia della sfoglia nata come dono destinato alla figlia del capo tribù: il guerriero che le avrebbe donato il dolce più buono l'avrebbe infatti sposata.
L'origine più accreditata è però del 1850, quando i panettieri danesi scioperarono in segno di protesta perché pagati con vitto e alloggio anziché in denaro. Ciò spinse i proprietari dei panifici ad assumere lavoratori esteri, tra cui diversi austriaci che importarono in Danimarca la tradizione della viennoiserie. La pasticceria austriaca di Plundergebäck divenne presto popolare, e dopo che le vertenze finirono, i panettieri danesi appresero le tecniche di laminazione austriache e adattarono le ricette della viennoiserie ai loro gusti e tradizioni, aumentando, ad esempio, la quantità di uova e grassi. Ciò portò aLla nascita di quella che oggi è conosciuta nel mondo come pasticceria danese.

### L'esportazione negli Stati Uniti

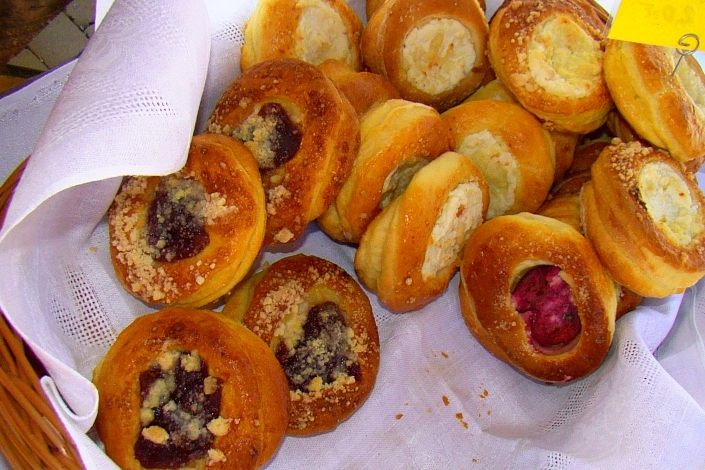
Alcune sfoglie wienerbrød

I wienerbrød furono poi esportati negli Stati Uniti da immigrati danesi, fra cui Lauritz C. Klitteng, proveniente da Læsø, che contribuì più di ogni altro a rendere popolare la tradizione dolciaria danese oltreoceano fra il 1915 e il 1920. Klitteng avrebbe preparato paste danesi per il matrimonio del presidente Woodrow Wilson nel dicembre del 1915 e promosso il suo prodotto viaggiando in tutto il mondo oltre a pubblicizzarlo sui periodici culinari degli anni Venti come National Baker, Bakers' Helper, e Bakers' Weekly. Klitteng ebbe anche uno studio a New York per un breve periodo di tempo. 

Herman Gertner, anch'egli danese, possedeva una catena di ristoranti a New York e permise a Klitteng di venderci paste danesi. Il necrologio di Gertner apparso sul New York Times del 23 gennaio 1962 afferma che:

### La controversia dello Jyllands-Posten
Le polemiche del 2005-2006 sulle caricature di Maometto pubblicate dal quotidiano danese Jyllands-Posten indussero diversi gruppi religiosi iraniani a chiedere di cambiare la dicitura Shriniye Danmarki, data la sua associazione con il paese di provenienza delle vignette. Pertanto il 15  febbraio 2006 l'Associazione delle industrie dolciarie iraniane scelse come nuovo nome del dolce scandinavo "Rose del Profeta Maometto", ma esso fu usato dalle pasticcerie solo per un breve periodo.

## Preparazione
Il wienerbrød è fatto di pasta lievitata a base di farina di frumento, latte, uova, zucchero e grandi quantità di burro o margarina. L'impasto lievitato viene steso, coperto di burro, piegato e arrotolato diverse volte fino a creare 27 strati. Se necessario, viene raffreddato tra una piegatura e l'altra per facilitarne la manipolazione. Il processo di laminazione, imburratura, piegatura e refrigerazione ripetuto più volte crea un impasto multistrato che diventa arioso e croccante all'esterno, ma anche ricco e burroso. Il burro è il grasso tradizionale della pasticceria danese, ma nella produzione industriale si impiegano spesso grassi meno costosi, come l'olio di girasole idrogenato.

## Caratteristiche

### Danimarca
Le paste wienerbrød hanno forme e nomi diversi e cambiano a seconda delle aree geografiche. Tradizionalmente vengono guarnite con cioccolato, zucchero, glassa e scaglie di noci e possono essere farciti con una varietà di ingredienti come marmellata, conserve di frutta, ripieno remonce e marzapane o crema pasticcera. Le forme che possono assumere le paste danesi sono numerose: ad esempio dolci circolari con un ripieno centrale, i cosiddetti spandauer che possono essere ripieni di marmellata o crema, paste a forma di "8", spirali alla cannella conosciute come kanelsnegle (lett. lumache alla cannella) e i kringle, una derivazione dei pretzel. Gli spandauer ripieni di crema sono anche detti bagerens dårlige øje (lett. l'occhio malato del panettiere).

### Nel mondo
In Svezia si è soliti consumare pasticcini "spandauer" con crema pasticcera alla vaniglia; nel Regno Unito i danish pastry si farciscono con vari ingredienti fra cui marmellata, crema pasticcera, albicocche, ciliegie, uvetta, mandorle in scaglie, noci pecan o toffee caramellato, disposti fra diverse sezioni dell'impasto prima di venire cotte. Viene anche aggiunto il cardamomo. Negli Stati Uniti i wienerbrød possono essere guarniti con frutta o crema di formaggio zuccherata prima della cottura. In Argentina di solito sono riempiti con dulce de leche o cotognata.

## Galleria d'immagini

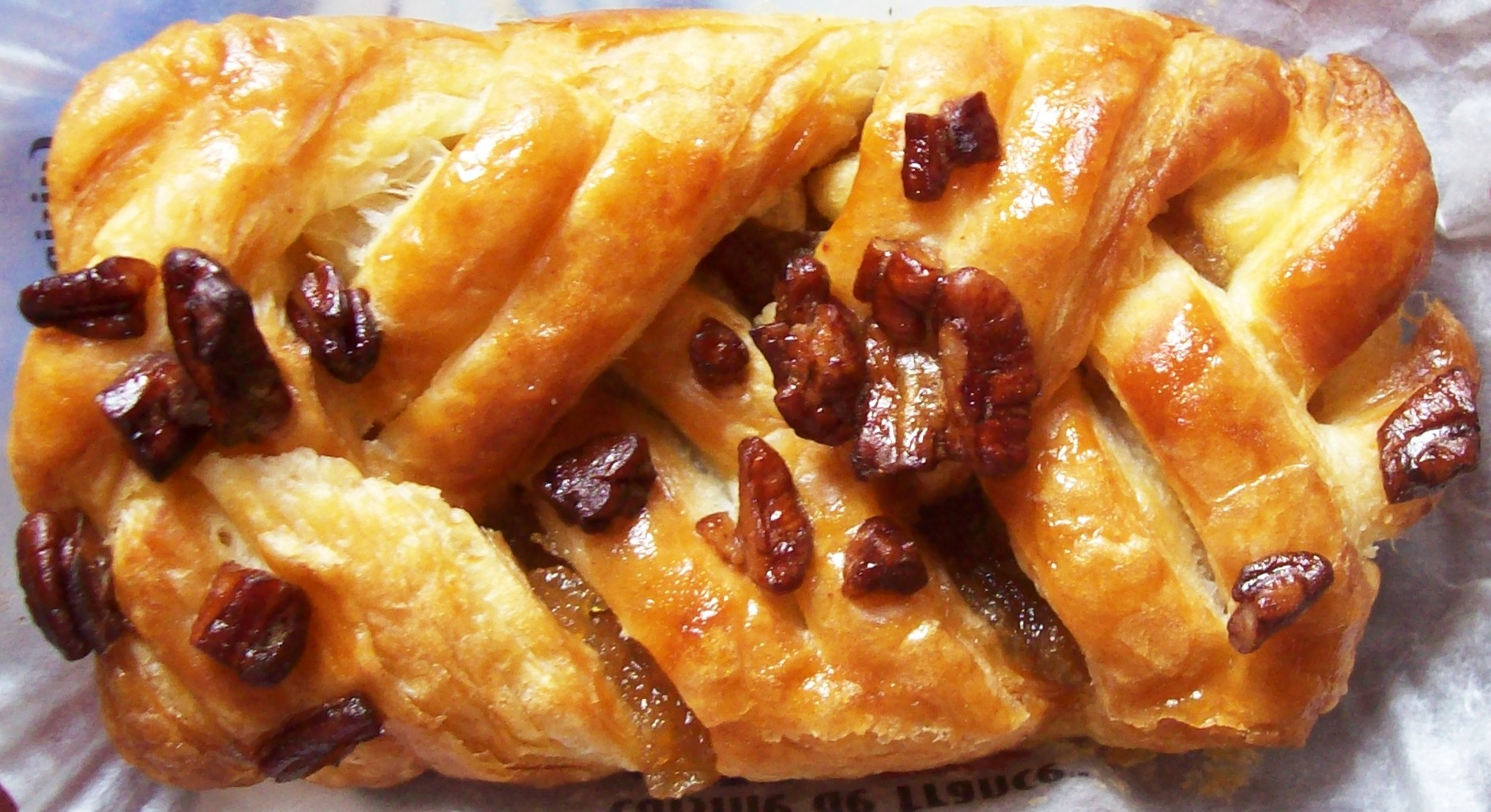
Sfoglia wienerbrød con noci pecan
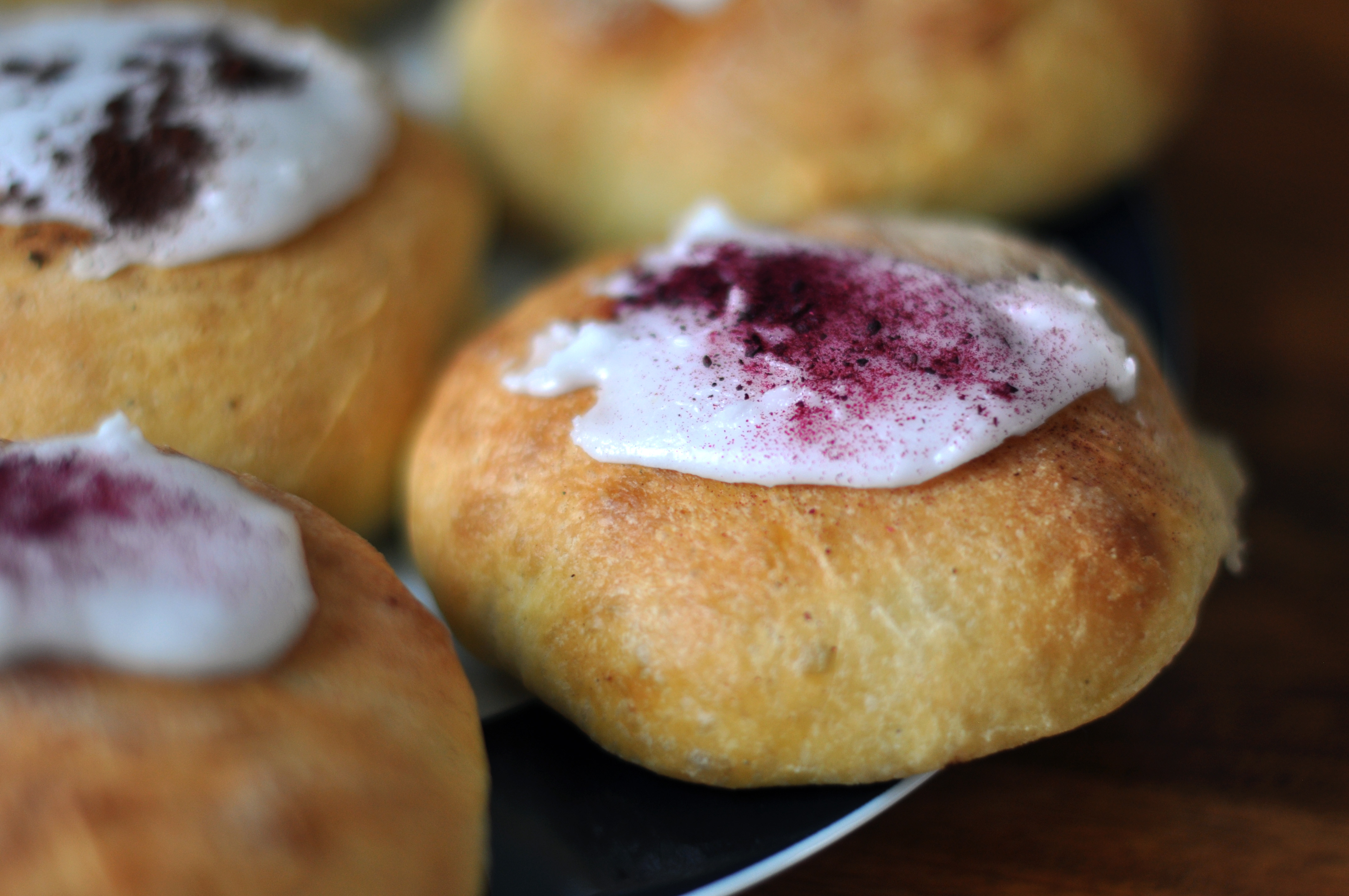
Alcuni fastelavnsboller
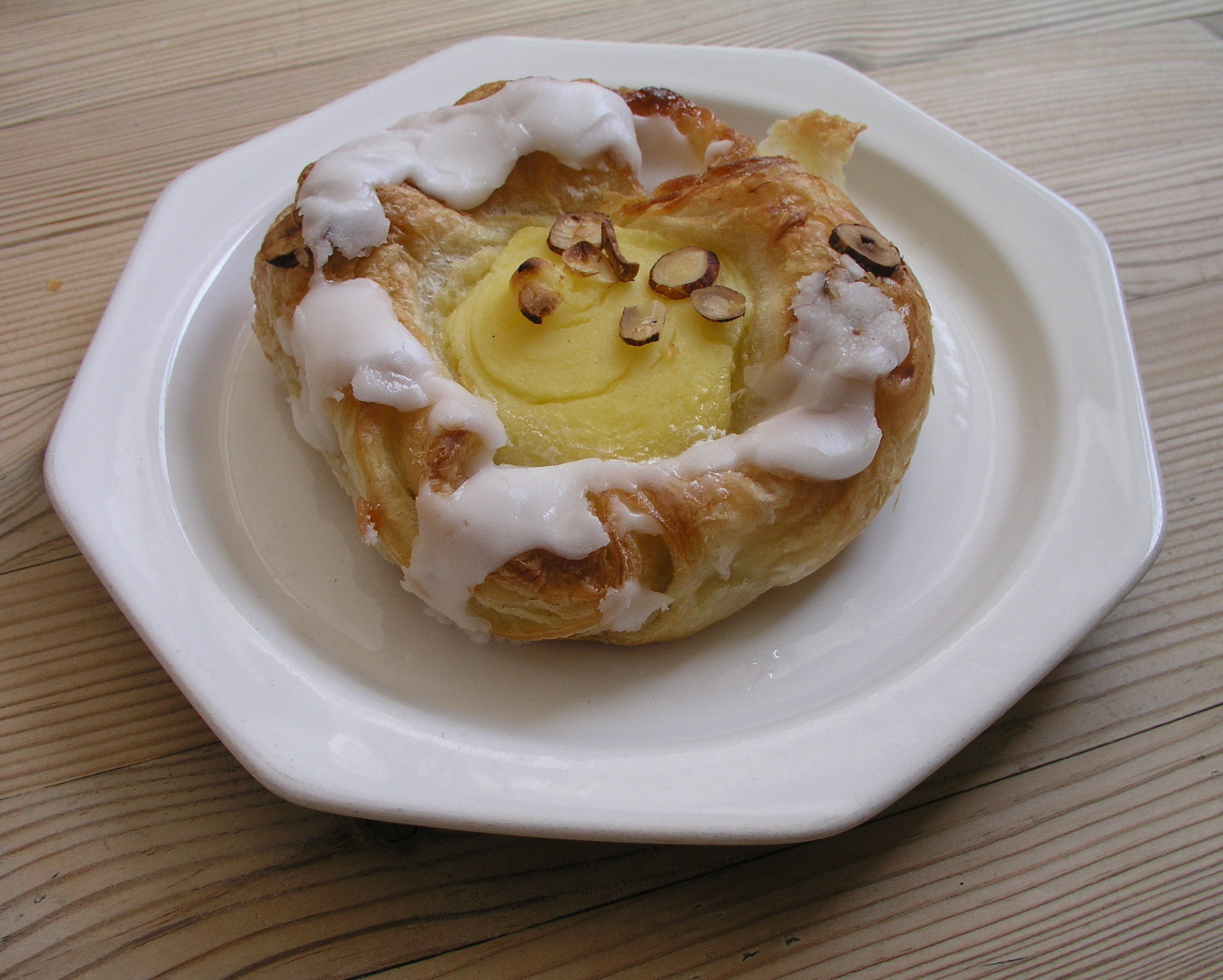
Uno spandauer alla crema
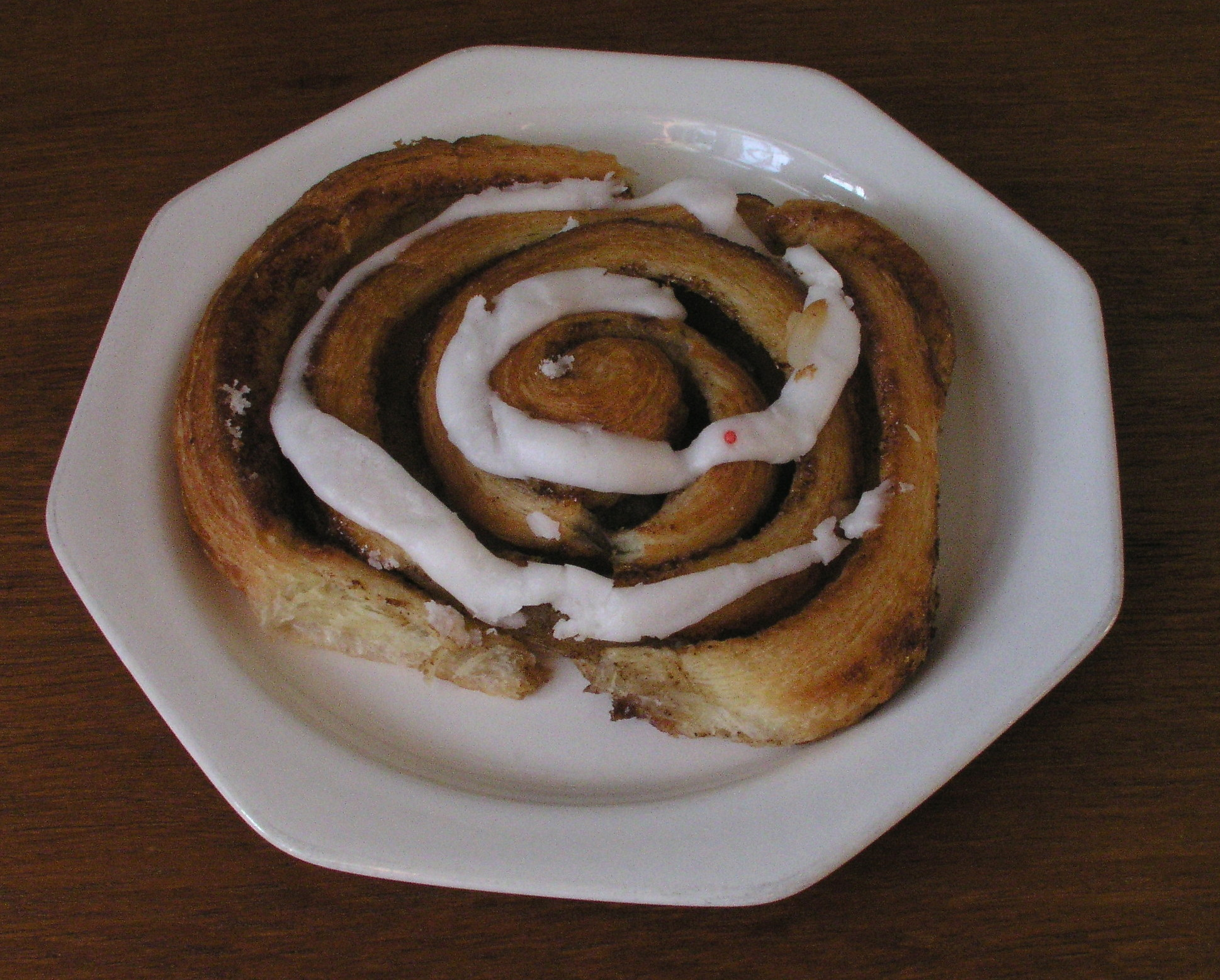
Un kanelsnegl
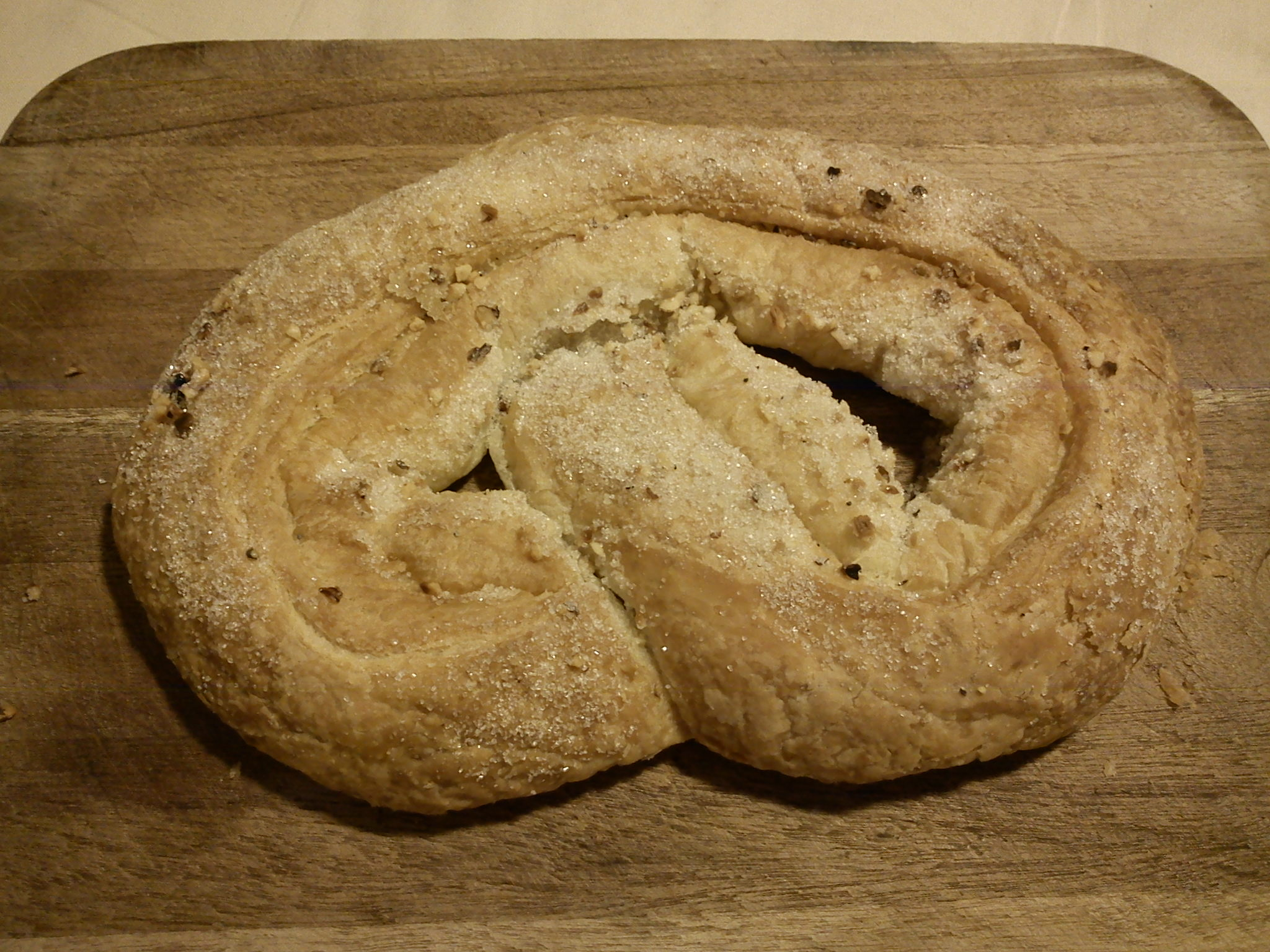
Un kringle
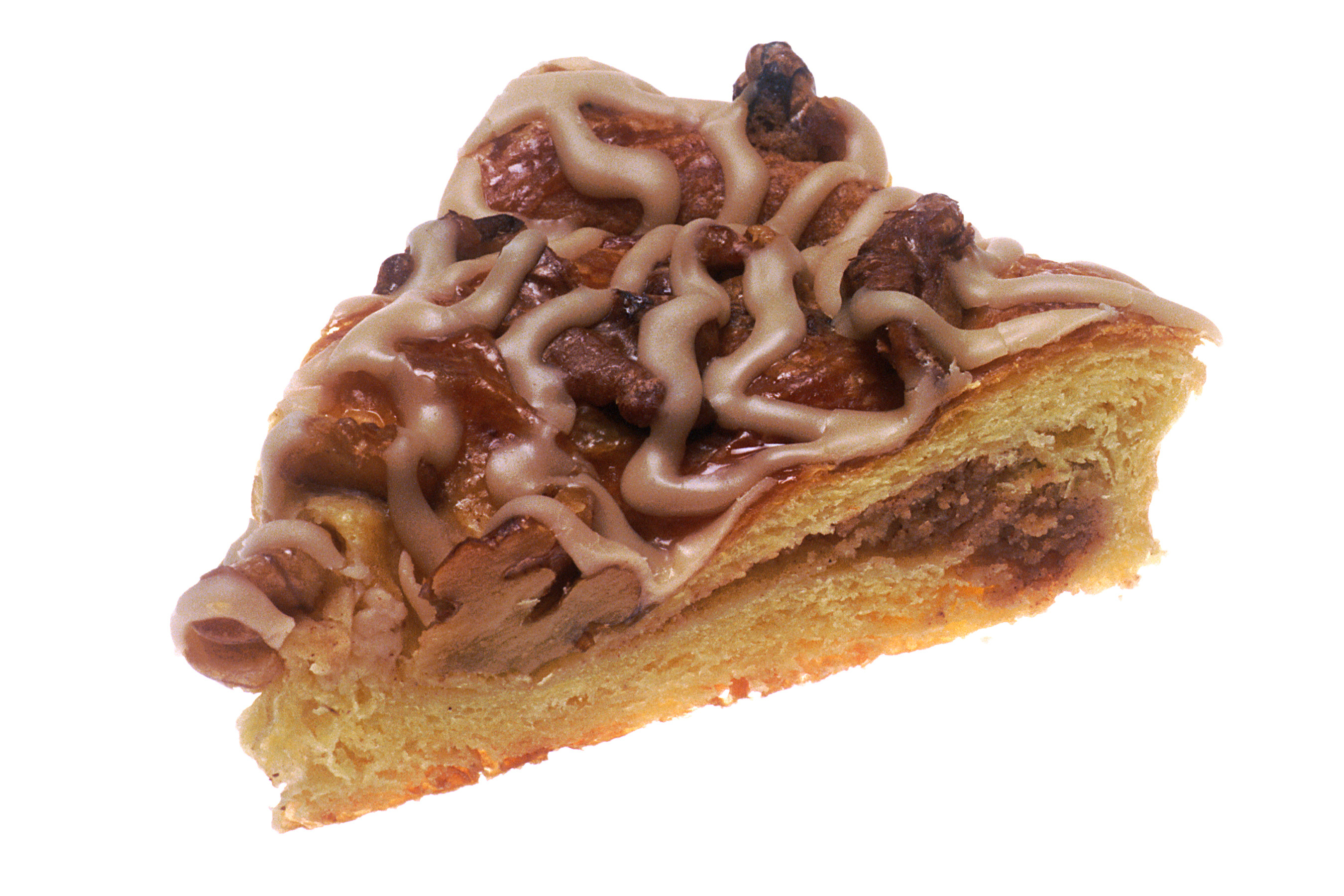
Fetta di torta preparata secondo la ricetta dei wienerbrød
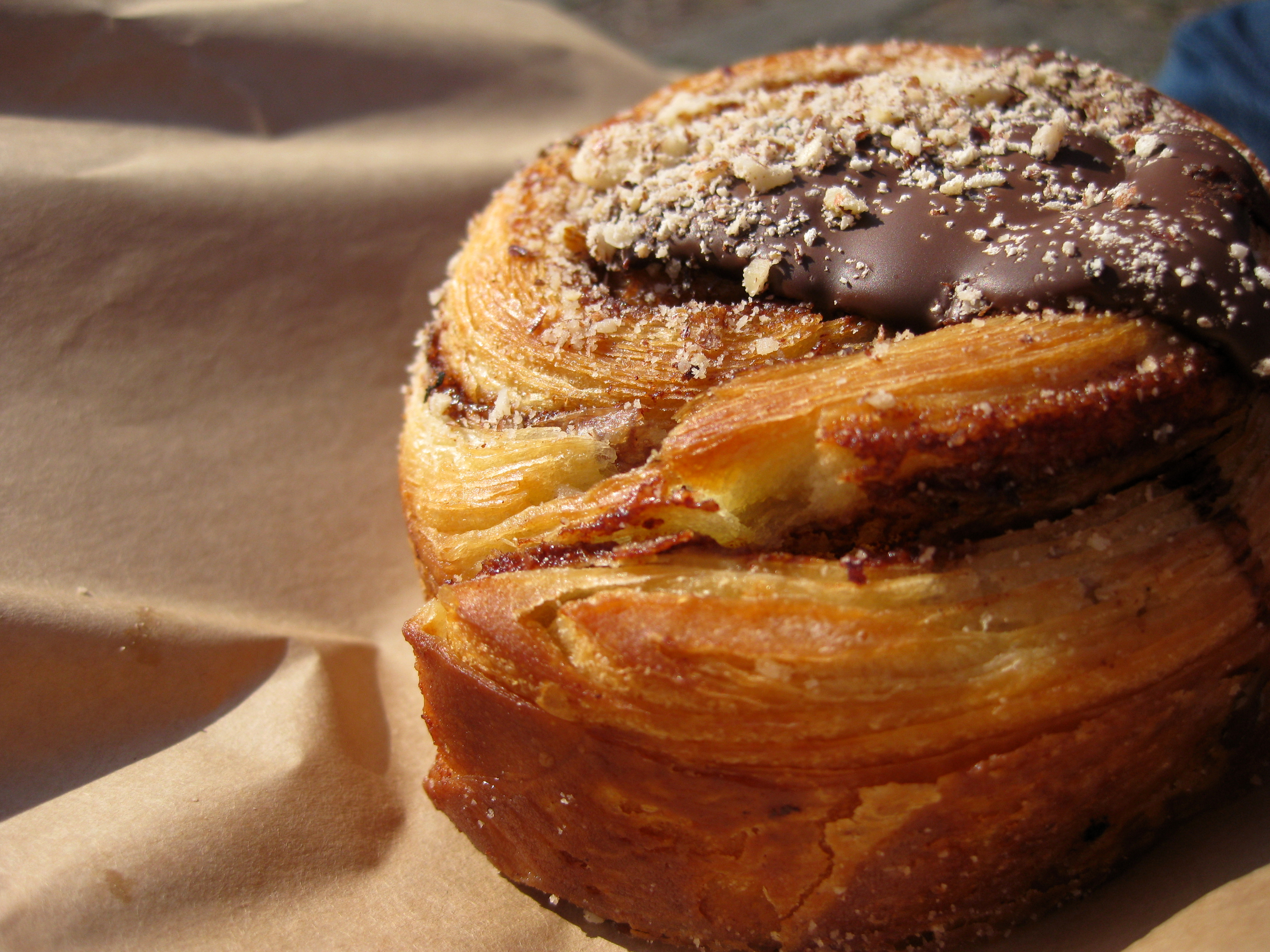
Sfoglia alla cannella con cioccolato